# Istoria Canadei

Stema Canadei

Istoria Canadei acoperă perioada de la sosirea de paleo-indienilor cu mii de ani în urmă până în ziua de azi. Canada a fost locuită timp de milenii de către grupuri distincte de popoarele aborigene, printre care s-au stabilit relații și rețele comerciale, convingeri spirituale și ierarhii sociale. Unele dintre aceste civilizații au dispărut demult în momentul primelor colonizări europene și au fost descoperite prin intermediul cercetărilor arheologice. Diverse tratate și legi au fost adoptate cu privire la teritoriile și populațiile aborigene.
Începând cu secolul al XV-lea, expediții ale imperiului colonial francez și imperiului colonial britanic au explorat și s-au stabilit mai târziu de-a lungul coastei Atlanticului. În 1763, după Războiul de Șapte Ani, Franța a cedat aproape toate coloniile sale din America de Nord către Marea Britanie. În 1867, odată cu unirea a trei colonii britanice nord-americane, s-a format Confederația Canadiană.

## Epoca precolonială

### Contactul cu europenii
În prima jumătate a secolului al XVII-lea ordinul iezuit a început creștinarea huronilor. Sainte-Marie-au-pays-des-Hurons, prima misiune din provincia Ontario, este în prezent monument istoric. Preotul Jean de Brébeuf⁠(en)[traduceți] a fost prins de tribul irochezilor și executat în anul 1649 împreună cu mai mulți huroni care primiseră botezul.

### Războaie în epoca colonială
Informații suplimentare: Războaiele cu francezii și indienii

Harta Americii de Nord în 1702 cu forturi, orașe și teritorii ocupate de coloniști europeni: britanici (roz), francezi(albastru și spanioli (portocaliu)

Coloniștii francezi s-au stabilit în Québec-ul modern și în Acadia (numită ulterior Noua Scoție). Prin 1680 populația franceză a fost în jur de 11.000  și britanicii î-au depășit mult numeric (cu aproximativ 10:1) venind din  cele treisprezece colonii în sudul Canadei. Din 1670, prin intermediul Compania Golfului Hudson, englezii și-au exprimat pretenția pentru Golful Hudson și bazinul său de drenaj (cunoscut sub numele de Pământul lui Rupert) și așezările  de pescuit din Newfoundland.
Explorările lui René-Robert Cavelier au asigurat Franței cerere pentru Valea Râului Mississippi unde vânătorii de blănuri și câțiva coloniști au înființat așezări risipite. 
Expansiunea franceză a contestat pretențiile Companiei Golfului Hudson și în 1686 Pierre de Troyes, a condus o expediție pe uscat de la Montréal, la malul golfului, unde au reușit să ocupe unele zone.
Au fost patru războaie intercoloniale și două războaie suplimentare în Acadia și Noua Scoție (vezi Războiul Părintelui Rale și Războiul Părintelui Le Loutre) între cele treisprezece colonii americane și Noua Franța, între 1689-1763. În timpul Războiului Regelui William (1689-1697), conflictele militare din Acadia au inclus: Bătălia de la Port Royal (1690), o bătălie navală în Golful Fundy (Acțiunea din 14 iulie 1696 ) și Raidul pe Chignecto (1696).
Tratatul de la Ryswick din 1697 a încheiat războiul dintre cele două puteri coloniale ale Angliei și Franței pentru un timp scurt. 
În timpul Celui de-al Doilea Război Intercolonial  (1702-1713), cucerirea britanică a Acadiei a avut loc în anul 1710, care a avut ca rezultat că în Nova Scotia, în afară de Cape Breton, teritoriile s-au cedat oficial britanicilor prin Tratatul de la Utrecht incluzând Pământul lui Rupert, care a fost cucerit de Franța la sfârșitul secolului al XVII-lea  (Bătălia din Golful Hudson).
Ca un rezultat imediat al acestui eșec, Franța a fondat puternica Fortăreață din Louisbourg pe Insula Capul Breton.

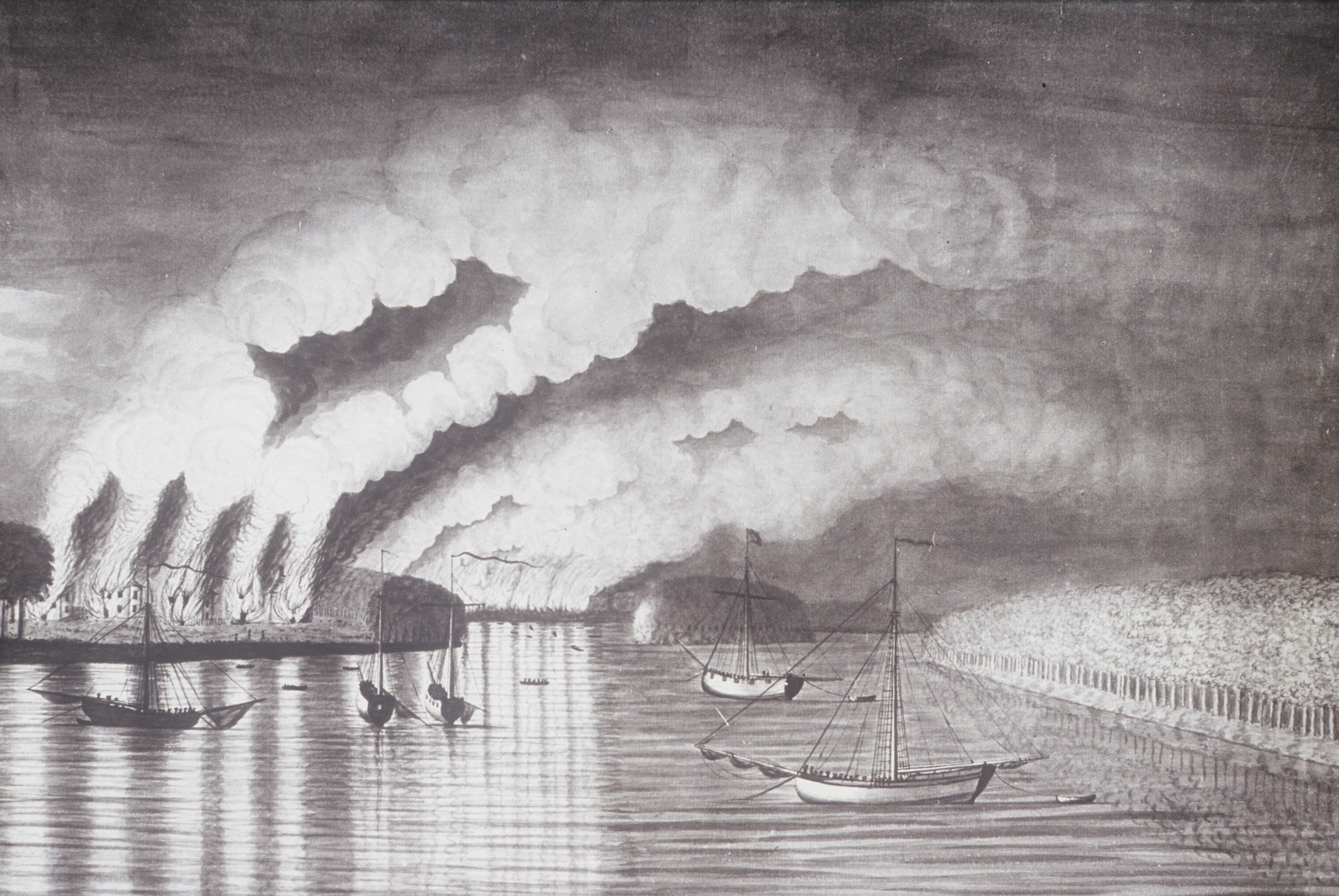
Campania de pe Râul St. John: Raid asupra localității Grimrose (în prezent Gagetown, New Brunswick). Singura imagine despre Expulzarea acadienilor

Louisbourg a fost destinat pentru a servi ca bază militară și navală pe tot parcursul anului pentru restul de imperiu din  America de Nord rămas Franței și pentru a proteja intrarea pe râul St. Lawrence.

## Canada sub dominație Britanică (1763–1867)
Odată cu sfârșitul Războiului de Șapte Ani și semnarea Tratatului de la Paris, Franța a cedat aproape toată America de Nord Franceză, cu excepția a două insule mici. La rândul său, Regatul Francez a primit colonia Guadelupa, care a fost considerată mai valoroasă decât Canada.
Noii conducători britanici au păstrat și protejat cele mai multe proprietăți, culturi religioase, politice, sociale și a locuitorilor vorbitori de limbă franceză. Proclamația Regală din octombrie 1763 a fost emisă de către regele George al III-lea ca urmare a achiziționării de către Marea Britanie a teritoriul canadian.

### Revoluția Americană și Loialiștii
În timpul Revoluției Americane, s-a simțit o ușoară simpatie pentru cauza americană printre canadieni, care nu s-au alăturat rebelilor, deși sute de persoane au aderat la cauza revoluționară. În 1775, armata revoluționară americană a invadat Canada, în încercarea de a cuceri Québec-ul britanic. Tentativa a fost oprită de Bătălia de la Québec. Înfrângerea armatei britanice în timpul asediului din Yorktown, în octombrie 1781, a semnalat sfârșitul luptei Marii Britanii de a suprima lupta pentru independență a coloniilor. Atunci când britanicii au evacuat New York-ul în 1783, au luat mulți refugiați loialiști din Nova Scotia. Aceștia au ajuns pe malul râului Sf. Ioan și, în 1784, au fondat o colonie separată, New Brunswick. După 1790 cele mai mulți dintre noii coloniști au fost fermieri americani în căutare de terenuri noi.
Marea Britanie a făcut concesii mai multe americanilor la cheltuiala a coloniilor nord-americane. În special, granițele dintre Canada și Statele Unite ale Americii au fost oficial demarate. Terenul Marilor Lacuri, Illinois și Ohio, au fost cedate către SUA. Cu toate acestea, britanicii a ignorat o parte a tratatului și au menținut avanposturile militare în zonele cedate Statelor Unite, și au continuat să furnizeze indienilor muniții. Englezii au evacuat avanposturile cu Tratatul de Jay din 1795, dar în continuare furnizarea de muniții i-a iritat de americani în perioada premergătoare războiului din 1812.

### Războiul din 1812
Războiul din 1812 s-a ținut între SUA și Marea Britanie, iar coloniile canadiene au fost și ele beligerante. Planurile de război americane s-au axat pe o invazie a Canadei. Statele de la frontiera americană au votat pentru război. Războiul de la frontiera cu SUA a fost caracterizat de o serie de invazii eșuate și eșecuri ale ambelor părți. Forțele americane au preluat controlul asupra lacului Erie. Războiul a fost supravegheat de către Isaac Brock, cu asistență americană și cu informatori loialiști, cum ar fi Laura Secord.
Războiul s-a încheiat cu Tratatul de la Ghent din 1814, și Tratatul de la Rush-Bagot din 1817. După război, britanicii au încercat să reprime republicanismul canadian, introdus de către americani.

### Rebeliuni și Raportul Durham
Rebeliunile din 1837 împotriva guvernului colonial britanic au început în Canada de Sus și de Jos. În Canada Superioară, o bandă de reformatori, sub conducerea lui William Lyon Mackenzie au lansat câteva raiduri fără succes în Toronto, London, și Hamilton. În Canada Inferioară, o revoltă de mai mare amploare a început împotriva stăpânirii britanice. Rebelii englezi și francezi foloseau câteodată baze în SUA, luptând adesea împotriva autorităților. Orașele Chambly, Sorel au fost luate de rebeli, iar Québec-ul a fost izolat de restul coloniei. Liderul rebelilor din Montréal, Robert Nelson, a interpretat "Declarația de Independență a Canadei Inferioare", în 1838. Rebeliunea a fost înfrântă după o bătălie în jurul Québec-ului. Sute de oameni au fost reprimați, și mai multe orașe au fost puse sub ocupația trupelor britanice.
După mișcare, în 1840, cele două colonii au fost unite în Provincia Unită a Canadei, de către Actul Unirii. Între războaiele napoleoniene, sute de mii de europeni au sosit în Canada, ca parte a marii migrații, între anii 1815 și 1850.

### Confederația
Rezoluțiile de la Québec din 1864 au propus unirea coloniilor britanice din America de Nord într-o singură federație. Aceste acte au întâlnit majoritatea reprezentanților din coloniile Americii Engleze (Canada) și a dus la Conferința de la Londra din 1866, ce a reglementat formația Dominionului Canadei pe 1 iulie 1867. Termenul de dominion a fost ales pentru a indica statutul Canadei ca o colonie cu guvernare proprie a Imperiului Britanic. Odată cu venirea la putere a Actului Americii de Nord Britanice, provinciile New Brunswick, și Nova Scotia au devenit un regat separat.

## Canada Post-Confederațională 1867–1914

Canada din 1867 - prezent

În 1866, colonia Columbiei Britanice și cea a Insulei Vancouver au devenit o singură colonie, Columbia Britanică, înainte de incorporarea lor în Confederația Canadiană în 1871. În 1873, Insula Prince Edward, colonia maritimă ce a optat pentru a nu intra în Confederație în 1867, a fost admisă în Canada. În același an, John A. Macdonald, cel dintâi prim-ministru al Canadei, a creat poliția.
Prima grijă a poliției a fost să reprime o mișcare de independență, condusă de metișii , o populație mixtă, formată din băștinașii canadieni și europeni. Mișcarea pentru independență a izbucnit odată cu Rebeliunea de pe Râul Roșu, din 1869 și după aceea Rebeliunea Nord-Vestică, din 1885, condusă de Louis Riel. În 1905 când Saskatchewan și Alberta au intrat în componența Canadei, aceste provincii s-au confruntat cu creșterea rapidă a populației, din cauza imigrării masive spre câmpie a ucrainenilor și europenilor din Europa Centrală și de Nord.
În 1893, experții legali au creat Codul Criminal al Canadei. Aceasta se bazează pe ideea  liberală a "egalității în fața legii" într-un mod abstract. Wilfrid Laurier, ce a fost prim-ministru între 1896–1911 a vrut să transforme Canada într-o putere mondială.
Laurier a semnat tratate de alianță cu S.U.A. Conservatorii conduși de Robert Borden le+au denunțat, spunând că ar integra economia Canadei în cea a Statelor Unite și ar slăbi legăturile cu Marea Britanie. Aceștia au câștigat Alegerile federale canadiene, 1911.

## Războaiele mondiale și Perioada interbelică 1914–1945

### Primul Război Mondial

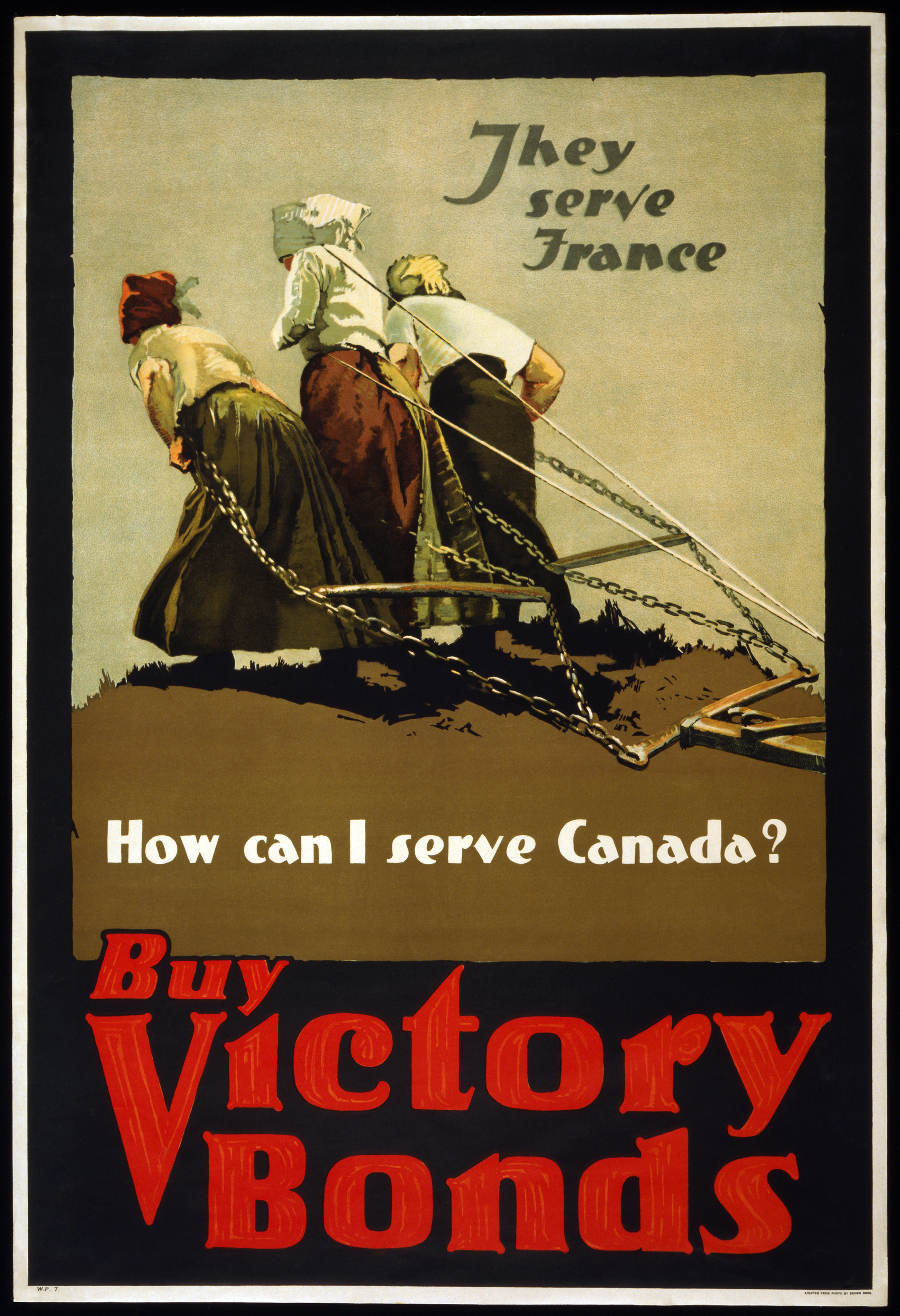
Poster din Primul Război Mondial.

Forțele canadiene și voluntari civili au participat în Primul Război Mondial de partea Antantei, pentru a menține legăturile de prietenie cu Marea Britanie.  Cele mai mari realizări ale Armatei canadiene în timpul Primului Război Mondial au fost: Somme, Vimy, Passchendaele, bătălii cunoscute ca "Cele o sută de zile ale Canadei".. Reputația trupelor canadiene a fost îmbunătățită de succesele forțelor aeriene ale lui William George Barker și Billy Bishop, comandanți ai aviației, au dat națiunii un nou sens. Oficiul de război a raportat aproximativ 67 de mii morți și 173 mii răniți în timpul conflictului. Aceasta exclude morții civili în incidentele din timpul războiului, cum ar fi explozia de la Halifax.
Suportul pentru Marea Britanie în timpul războiului a provocat o criză politică majoră. Francofonii, în principal, cei din Québec, au respins politicile naționale. În timpul crizei, un număr mare de inamici străini (în special germani și ucraineni) au fost puși sub controlul guvernului. Partidul Liberal a fost profund divizat; cei mai mulți dintre liderii săi au aderat la guvernul unionist, condus de prim-ministrul Robert Borden, lider al Partidului Conservator. Liberalii au recâștigat influența lor, după război, sub conducerea lui William Lyon Mackenzie King, care a servit ca prim-ministru, cu trei termeni separate între 1921 și 1949.

### Perioada interbelică
Ca urmare a Primului Război Mondial, Canada a devenit mai pronunțată și mai puțin dependentă de autoritatea britanică; țara a devenit membru independent al Ligii Națiunilor. În 1923, premierul britanic David Lloyd George, a făcut un  apel în mod repetat guvernului canadian pentru sprijinul în criza Chanak, parte a unui război între Marea Britanie și Turcia. Canada a refuzat. Departamentul de Afaceri Externe,  fondat în 1909, a fost extins și a promovat autonomia canadiană; Canada era redusă la dependența de diplomații britanici, dar utilizând propriul serviciu de externe. Astfel și-au început cariera o serie de diplomați importanți cum ar fi Norman Robertson și viitorul prim-ministru, Lester Pearson.
Din 1921 până în 1926, guvernul liberal a lui King a dus o politică internă conservatoare, cu obiect de diminuare a impozitelor de război și, în special, de răcire a tensiunilor etnice, precum și dezamorsarea conflictelor de muncă, după război. Progresiștii au refuzat să se alăture guvernului, dar au ajutat liberalii să înfrângă moțiunile de cenzură. King s-a confruntat cu un act de echilibru delicat de reducere a tarifelor suficiente, dar nu cu totul, pentru a ajuta centrele industriale Ontario și Toronto să concureze cu firmele de import americane. King și liderul conservator Arthur Meighen au avut în mod constant și cu dezbateri comune.
În 1926, Prim-ministrul Mackenzie King i-a propus Guvernatorului General, Lordului Byng, să dizolve Parlamentul și să organizeze alegeri parlamentare, dar Byng a refuzat. În schimb Byng l-a chemat pe Meighen, liderul Partidului Conservator, să formeze un guvern. Meighen a încercat să facă acest lucru, dar nu a putut să obțină o majoritate în Camera Comunelor și el, de asemenea, recomandând dizolvarea, care de această dată a fost acceptată.
În 1931, Statutul de la Westminster a dat stăpânire fiecare (care a inclus și Canada Newfoundland), posibilitatea de independență legislativă aproape completă din Parlamentul Regatului Unit. În timp ce niciodată nu a adoptat statutul Newfoundland, pentru Canada, Statutul de la Westminster a fost numit și declarația de independență.

### Marea recesiune
Canada a fost greu lovită de Marea Recesiune, ce a început în 1929. Între 1929 și 1933, producția națională a scăzut cu 40% (comparativ cu 37% în SUA). Șomajul a atins cote foarte mari, în 1933. Multe companii au fost închise, profitul a scăzut de la $396 milioane în 1929 la $98 milioane în 1933. Exporturile canadiene au scăzut cu 50% din 1929 până 1933.

### Cel de-al Doilea Război Mondial

#### Mobilizarea
Implicarea Canadei în cel de al-doilea război mondial a început atunci când Canada a declarat război Germaniei Naziste în 10 septembrie 1939, la o săptămână după ce canadienii și-au declarat independența în fața Marii Britanii. Războiul a restaurat viața economică a Canadei și încrederea sa în sine. În timpul războiului, Canada a devenit mai apropiată de S.U.A. Americanii au căpătat controlul virtual asupra Yukonul-ui.
King — și Canada — au fost ignorați de către premierul britanic Winston Churchill și guvernul său în ciuda rolului său major în producerea de alimente, materiale de construcții, muniții și de bani pentru economia Marii Britanii, a antrenării de soldați pentru Commonwealth și a gardei pe care o reprezenta pentru submarinele germane, aducând forțe pentru înfrângerea Italiei. Guvernul a mobilizat cu succes economia pentru război, cu rezultate impresionante în industrie și agricultură. Recesiunea s-a terminat, prosperitatea a fost restaurată, iar economia Canadei s-a extins semnificativ. În partea politică, King a respins orice noțiune a unui guvern național unitar.  Alegerile federale canadiene din 1940 au fost desfășurate normal, și s-au soldat cu o victorie a liberalilor.
Construirea Forțelor Aeriene Regale Canadiene a fost o mare proprietate; a fost fondată pentru a fi separată de către Forțele Aeriene Regale Britanice. Tratatul Aerian al Commonwealthului britanic, semnat în decembrie 1939, cu Canada, Marea Britanie, Noua Zeelandă și Australia având un program ce antrena piloți pentru aceste patru națiuni în cel de-al doilea război mondial.
După începuturile războiului cu Japonia, în decembrie 1941, guvernul canadian, în cooperare cu S.U.A., a început ostilitățile nipono-canadiene, trimițând pe coastă niște soldați, pentru a respinge invazia. Motivul au fost acțiuni de sabotaj și spionaj. Guvernul a ignorat rapoartele de RCMP și de armată, care arătau că aceștia au fost în cea mai mare parte japonezi și că nu reprezentau o amenințare.

#### Luptele
Bătălia din Oceanul Atlantic a început imediat, și a fost condusă de Leonard W. Murray, din Nova Scoția. Bărcile germane operate în Canada și în apele Newfoundland-ului au scufundat multe nave militare și comerciale. Armata canadiană a fost implicată în apărarea Hong Kong-ului, invazia aliaților din Italia, și invazia de mare succes din Franța și Țările de Jos, în perioada 1944-1945.

## Perioada de după războaie 1945–1960
Prosperitatea a revenit în Canada în timpul celui de al doilea război mondial și a continuat să rămână în următorii ani, cu dezvoltarea sistemului medical, apariția pensiilor de bătrânețe și a pensiilor veteranilor. Criza financiară a Marii Recesiuni a lăsat dominionul Newfoundland să desființeze guvernul și să devină o provincie sub un guvernator britanic. În 1948, guvernul britanic a inițiat referendumul din Newfoundland cu trei alegeri: a rămâne o colonie, a se reîntoarce la statutul de independență sau a adera la Canada. Newfoundlandezii au decis să adere la Canada ca o provincie, ceea ce s-a întâmplat în 1949.
Politica externă a Canadei în timpul Războiului Rece a fost mai apropiată de Statele Unite. Canada a fost un membru-fondator al NATO și al ONU. În 1950, guvernul canadian a trimis trupe în Coreea, pentru a ajuta americanii în Războiul din Coreea. Dorința guvernului federal de a-și afirma pretențiile sale teritoriale din spațiul arctic în timpul Războiului Rece s-a  manifestat cu relocarea; inuiții s-au mutat din Nunavut (a treia de nord din Québec), la   insula Cornwallis; acest proiect a fost mai târziu obiectul unei investigații de lungă durată Comisiei Regale privind drepturile popoarelor autohtone.
În 1956, Națiunile Unite au răspuns crizei din Suez, prin crearea unei armate de menținere a păcii. Fotțele de menținere a păcii au fost, inițial, concepute de către Secretarul Afacerilor Externe și viitorul prim-ministru, Lester B. Pearson. Acesta a fost premiat cu Premiul Nobel pentru Pace, datorită muncii în stabilirea operațiunii de menținere a păcii. Tot în anii '50, Louis St. Laurent a conceput un avion militar, și anume Avro Arrow. În 1958, Canada a stabilit (împreună cu Statele Unite), Comanda Aerospațială a Americii de Nord (NORAD)

## 1960–1981
În anii '60, a început mișcarea ce a devenit cunoscută ca Revoluția Mută, în Québec, ce are o comunitate vorbitoare de limbă franceză însemnată. În 1968, s-a format Parti Québécois; membrii săi au început să facă presiuni pentru independența provinciei. Naționaliștii quebecoși au dat naștere unor tensiuni, ce au erupt în Criza din Octombrie. În 1980, guvernul canadian a organizat un referendum pentru independență, ce a rezultat înfrângerea cauzei.
În 1965, Canada a adoptat drapelul național, diferit de cel roșu cu steagul Marii Britanii.
Restricțiile legislative ale imigrației ce au favorizat britanicii și alți europeni, au și deschis porțile țării spre a primi noi oameni. În anii '50 s-a văzut o rată a imigrării mare; sute de imigranți din Marea Britanie, Irlanda, Italia, și Europa Nordică, precum și cei din India, China, Vietnam, Jamaica și Haiti s-au stabilit în orașele mari, ca Toronto, Montréal și Vancouver.